# .vi
A .vi az Amerikai Virgin-szigetek internetes legfelső szintű tartomány kódja, melyet 1995-ben hoztak létre. Csak helybeli cégek regisztrálhatnak második szintű tartományt, a harmadik szinten enyhébbek a szabályok.

## Második szintű tartománykódok
- co.vi
- org.vi
- com.vi
- net.vi
- k12.vi